# Димитър Саватинов
Димитър Тодоров Саватинов е български спортист (борба, силов трибой) и цирков акробат.
Роден е на 5 май 1980 г. в Мичуринск, Тамбовска област, Русия в семейство на българин и рускиня. Когато е на 2 г., заминава със семейството си за град Гоце Делчев, България.
На 14-годишна възраст започва да се занимава с борба и от 20 години не спира да тренира. От 2002 г. започва да работи като акробат в българска трупа, с която постоянно обикалят. През януари 2006 г. заминава за САЩ, работи в най-големия цирк в Америка до 2012 г. Женен е за американката Кет Саватинова.
Първоначално се подготвя във фитнес зали (работи в цирк, тренира, състезава се). Когато идват и по-големите успехи, се отдава изцяло на спорта, за по-добра подготовка.